# ژان-پیر کوتا
ژان-پیر کوتا (فرانسوی: Jean-Pierre Kotta‎؛ زادهٔ ۳ مهٔ ۱۹۵۶) بازیکن بسکتبال اهل جمهوری آفریقای مرکزی بود. وی در بازی‌های المپیک تابستانی ۱۹۸۸ شرکت کرده‌است.